# Internacionalismo

La bandera de las Naciones Unidas, la principal organización internacional del mundo y defensora del internacionalismo.

El internacionalismo es un principio político que aboga por una mayor cooperación política o económica entre estados y naciones. Se asocia a otros movimientos políticos e ideologías, pero también puede reflejar una doctrina, un sistema de creencias o un movimiento en sí mismo.
Los partidarios del internacionalismo se conocen como internacionalistas y suelen creer que los seres humanos deben unirse más allá de las fronteras nacionales, políticas, culturales, raciales o de clase para promover sus intereses comunes, o que los gobiernos deben cooperar porque sus intereses mutuos a largo plazo son de mayor importancia que sus disputas a corto plazo.
El internacionalismo tiene varias interpretaciones y significados, pero suele caracterizarse por la oposición al nacionalismo y al aislacionismo; el apoyo a las instituciones internacionales, como las Naciones Unidas, y una perspectiva cosmopolita que promueve y respeta otras culturas y costumbres.
El término es similar pero distinto de globalismo y cosmopolitismo.

## Orígenes

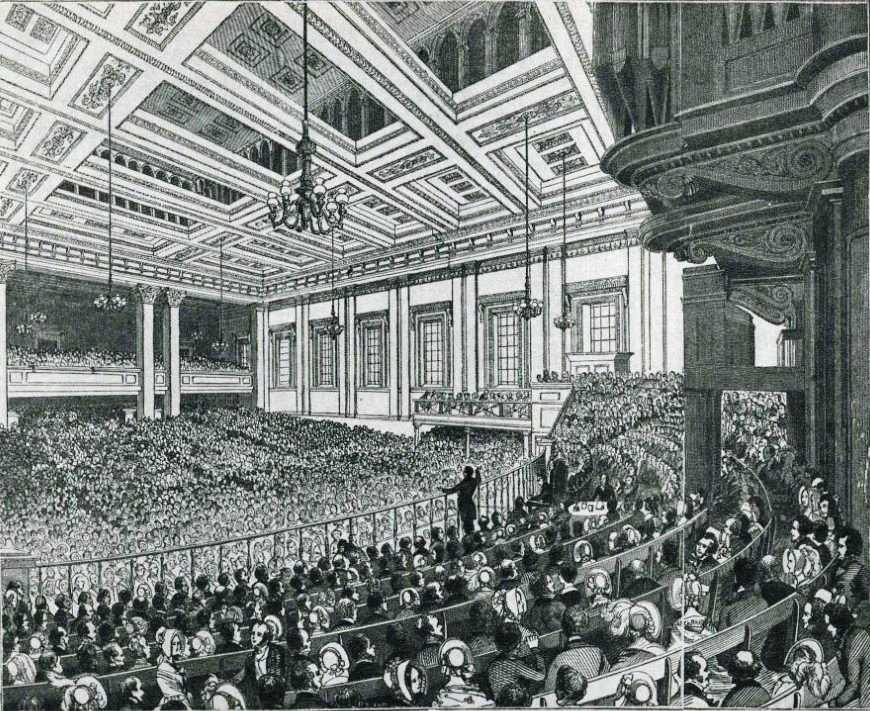
Reunión de la Liga Anti-Leyes de cereales, 1846

En la Gran Bretaña del siglo xix existía una corriente de pensamiento político liberal internacionalista personificada por Richard Cobden y John Bright. Cobden y Bright estaban en contra de las proteccionistas Leyes de cereales y, en un discurso pronunciado en Covent Garden el 28 de septiembre de 1843, Cobden esbozó su utópico internacionalismo:
"¡Libre comercio! ¿En qué consiste? Pues en derribar las barreras que separan a las naciones; esas barreras tras las que anidan los sentimientos de orgullo, venganza, odio y celos, que de vez en cuando traspasan sus límites e inundan de sangre países enteros." 
Cobden creía que el libre comercio pacificaría el mundo mediante la interdependencia, una idea también expresada por Adam Smith en su publicación La riqueza de las naciones y común a muchos liberales de la época. La creencia en la idea de la ley moral y en una bondad inherente a la naturaleza humana también inspiraba su fe en el internacionalismo.
Estas concepciones liberales del internacionalismo fueron duramente criticadas por los socialistas y radicales de la época, que señalaban los vínculos entre la competencia económica mundial y el imperialismo, e identificarían esta competencia como una de las causas fundamentales de los conflictos mundiales. Una de las primeras organizaciones internacionales del mundo fue la Asociación Internacional de Trabajadores, formada en Londres en 1864 por activistas políticos socialistas y comunistas de la clase obrera (entre ellos Karl Marx). Conocida como la Primera Internacional, la organización se dedicaba a promover los intereses políticos de la clase obrera más allá de las fronteras nacionales, y se oponía ideológicamente a las corrientes del internacionalismo liberal que defendían el libre comercio y el capitalismo como medios para lograr la paz y la interdependencia mundiales.
Otras organizaciones internacionales fueron la Unión Interparlamentaria, creada en 1889 por Frédéric Passy de Francia y William Randal Cremer del Reino Unido, y la Sociedad de Naciones, que se formó tras la Primera Guerra Mundial. La primera se concibió como un foro permanente de negociaciones políticas multilaterales, mientras que la segunda fue un intento de resolver los problemas de seguridad del mundo mediante el arbitraje y el diálogo internacionales.
John A. Hobson, un liberal gladstoniano que se convirtió en socialista tras la Primera Guerra Mundial, anticipó en su libro Imperialism (1902) el crecimiento de los tribunales y congresos internacionales que, con suerte, resolverían las disputas internacionales entre naciones de forma pacífica. Sir Norman Angell, en su obra The Great Illusion (1910), afirmaba que el mundo estaba unido por el comercio, las finanzas, la industria y las comunicaciones y que, por tanto, el nacionalismo era un anacronismo y que la guerra no beneficiaría a ninguno de los implicados, sino que sólo provocaría destrucción.
Lord Lothian era un internacionalista y un imperialista que en diciembre de 1914 esperaba «la federación voluntaria de las naciones civilizadas libres que acabará por exorcizar el espectro de los armamentos competitivos y dará una paz duradera a la humanidad».
En septiembre de 1915, pensaba que el Imperio británico era «el ejemplo perfecto de la eventual Mancomunidad mundial".
El internacionalismo se expresó en Gran Bretaña a través del apoyo a la Sociedad de Naciones de personas como Gilbert Murray. El Partido Liberal y el Partido Laborista contaban con destacados miembros internacionalistas, como el primer ministro laborista Ramsay MacDonald, que creía que «nuestra verdadera nacionalidad es la humanidad».

## Socialismo

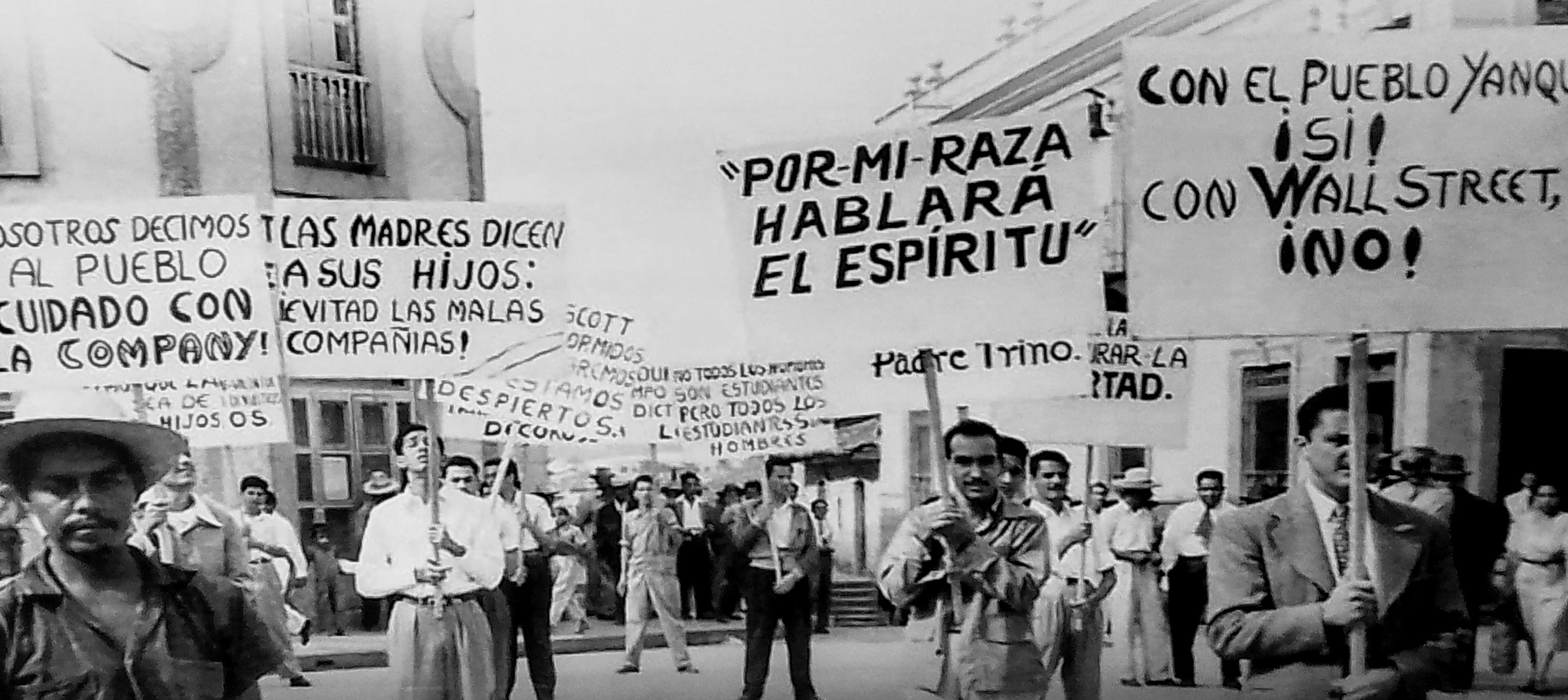
A la derecha, un manifestante Hondureño contra la United Fruit Company en la Huelga de 1954 mostrando solidaridad con la clase trabajadora tanto de su país como la estadounidense mostrando rechazo con el sistema bancario en especifico con Wall Street.

El internacionalismo es un componente importante de la teoría política socialista, basado en el principio de que la clase obrera de todos los países debe unirse por encima de las fronteras nacionales y oponerse activamente al nacionalismo y a la guerra para derrocar al capitalismo (véase la entrada sobre internacionalismo proletario). En este sentido, la concepción socialista del internacionalismo está estrechamente relacionada con el concepto de solidaridad internacional.
Pensadores socialistas como Karl Marx, Friedrich Engels y Vladimir Lenin sostienen que la clase económica, más que la nacionalidad, la raza o la cultura (o en interrelación con ellas), es la principal fuerza que divide a las personas en la sociedad, y que la ideología nacionalista es un instrumento de propaganda de la clase económica dominante de una sociedad. Desde esta perspectiva, a la clase dominante le interesa promover el nacionalismo para ocultar los conflictos de clase inherentes a una sociedad determinada (como la explotación de los trabajadores por los capitalistas para obtener beneficios). Por lo tanto, los socialistas ven el nacionalismo como una forma de control ideológico que surge del modo de producción económica de una sociedad determinada (véase ideología dominante).
Desde el siglo xix, organizaciones políticas socialistas y sindicatos radicales como los Trabajadores Industriales del Mundo han promovido ideologías internacionalistas y han tratado de organizar a los trabajadores más allá de las fronteras nacionales para lograr mejoras en las condiciones laborales y avanzar en diversas formas de democracia industrial. La Primera, Segunda, Tercera y Cuarta Internacionales fueron agrupaciones políticas socialistas que pretendían impulsar la revolución obrera en todo el planeta y alcanzar el socialismo internacional (véase revolución mundial).
El internacionalismo socialista es antiimperialista y, por tanto, apoya la liberación de los pueblos de todas las formas de colonialismo y dominación extranjera, y el derecho de las naciones a la autodeterminación. Por ello, los socialistas se han alineado a menudo políticamente con los movimientos independentistas anticoloniales, y se han opuesto activamente a la explotación de un país por otro.

Dado que en la teoría socialista la guerra se entiende como un producto general de las leyes de la competencia económica inherentes al capitalismo (es decir, la competencia entre los capitalistas y sus respectivos gobiernos nacionales por los recursos naturales y el dominio económico), las ideologías liberales que promueven el capitalismo internacional y el «libre comercio», aunque a veces hablen en términos positivos de cooperación internacional, están, desde el punto de vista socialista, enraizadas en las mismas fuerzas económicas que impulsan el conflicto mundial. En la teoría socialista, la paz mundial sólo puede llegar una vez que se haya puesto fin a la competencia económica y hayan dejado de existir las divisiones de clase dentro de la sociedad. Esta idea fue expresada en 1848 por Karl Marx y Friedrich Engels en el Manifiesto Comunista:
En la medida en que se ponga fin a la explotación de un individuo por otro, también se pondrá fin a la explotación de una nación por otra. En la medida en que desaparezca el antagonismo entre las clases dentro de la nación, terminará también la hostilidad de una nación contra otra.
Esta idea fue reiterada más tarde por Lenin y promovida como política oficial del partido bolchevique durante la Primera Guerra Mundial:
Los socialistas siempre han condenado la guerra entre naciones como bárbara y brutal. Pero nuestra actitud hacia la guerra es fundamentalmente diferente de la de los pacifistas burgueses (partidarios y defensores de la paz) y de los anarquistas. Nos diferenciamos de los primeros en que entendemos la conexión inevitable entre las guerras y la lucha de clases dentro del país; entendemos que la guerra no puede ser abolida a menos que las clases sean abolidas y se cree el Socialismo.

## Expresión moderna
El internacionalismo se expresa más comúnmente como una apreciación de las diversas culturas del mundo y un deseo de paz mundial. Las personas que expresan este punto de vista creen no sólo en ser ciudadanos de sus respectivos países, sino en ser ciudadanos del mundo. Los internacionalistas se sienten obligados a ayudar al mundo a través del liderazgo y la caridad.
Los internacionalistas también defienden la presencia de organizaciones internacionales, como las Naciones Unidas, y a menudo apoyan una forma más fuerte de gobierno mundial.
Entre los contribuyentes a la versión actual del internacionalismo se encuentra Albert Einstein, que era socialista y creía en un gobierno mundial, y calificaba las locuras del nacionalismo de «enfermedad infantil». Por el contrario, otros internacionalistas como Christian Lange y Rebecca West veían poco conflicto entre mantener posturas nacionalistas e internacionalistas.

### Organizaciones internacionales e internacionalismo
Para que surgieran tanto las organizaciones intergubernamentales como las organizaciones internacionales no gubernamentales, las naciones y los pueblos tuvieron que ser muy conscientes de que compartían ciertos intereses y objetivos más allá de las fronteras nacionales y de que podían resolver mejor sus numerosos problemas aunando sus recursos y llevando a cabo una cooperación transnacional, en lugar de mediante esfuerzos unilaterales de cada país. Este punto de vista, esta conciencia global, puede denominarse internacionalismo, la idea de que las naciones y los pueblos deben cooperar en lugar de preocuparse por sus respectivos intereses nacionales o adoptar enfoques descoordinados para promoverlos.

### Equilibrio entre estados soberanos y poderes supranacionales
En el sentido estricto de la palabra, el internacionalismo sigue basándose en la existencia del estado soberano. Sus objetivos son fomentar el multilateralismo (liderazgo mundial que no ostenta un solo país) y crear cierta interdependencia formal e informal entre países, con algunos poderes supranacionales limitados otorgados a organizaciones internacionales controladas por esas naciones a través de tratados e instituciones intergubernamentales.
El ideal de muchos internacionalistas, entre ellos ciudadanos del mundo, es dar un paso más hacia la globalización democrática creando un gobierno mundial. Sin embargo, a esta idea se oponen y/o frustran otros internacionalistas, que creen que cualquier organismo gubernamental mundial sería inherentemente demasiado poderoso para ser de fiar, o porque les disgusta el camino seguido por entidades supranacionales como las Naciones Unidas o una unión de estados como la Unión Europea y temen que de las primeras surja un gobierno mundial inclinado al fascismo. Es más probable que estos internacionalistas apoyen una federación mundial laxa en la que la mayor parte del poder resida en los gobiernos nacionales o subnacionales.

### Literatura y crítica
En su obra nacionalismo banal, el crítico Michael Billig sostiene que el internacionalismo nació del auge del nacionalismo y rechaza los intentos de contraponer ambos. Escribe: «Un elemento de internacionalismo orientado hacia el exterior forma parte del nacionalismo y ha acompañado históricamente el auge del nacionalismo. Hoy en día, cuando los presidentes estadounidenses afirman hablar simultáneamente en nombre de su nación y de un nuevo orden mundial, no están colocando, uno al lado del otro en el mismo discurso, elementos de dos ideologías claramente separadas; tampoco están creando una nueva síntesis a partir de la tesis del nacionalismo y la antítesis del internacionalismo. Están utilizando las posibilidades hegemónicas del nacionalismo [...] estas posibilidades son endémicas en los hábitos de pensamiento nacionalistas».
En la obra de Jacques Derrida de 1993, Los espectros de Marx: El estado de la deuda, la obra del duelo y la Nueva Internacional, utiliza Hamlet de Shakespeare para enmarcar un debate sobre la historia de la Internacional, proponiendo en última instancia su propia visión de una «Nueva Internacional» que dependa menos de las organizaciones internacionales a gran escala. Como él dice, la Nueva Internacional debería ser «sin estatus... sin coordinación, sin partido, sin país, sin comunidad nacional, sin co-ciudadanía, sin pertenencia común a una clase».
A través del uso que Derrida hace de Hamlet, muestra la influencia que Shakespeare tuvo en la obra de Marx y Engel sobre el internacionalismo. En su ensayo Grandes ligas: Los espectros de Milton y la justicia internacional republicana entre Shakespeare y Marx, Christopher N. Warren defiende que el poeta inglés John Milton también tuvo una influencia sustancial en la obra de Marx y Engel. El Paraíso Perdido, en particular, muestra «la posibilidad de acciones políticas orientadas hacia una justicia internacional fundada fuera del orden aristocrático». Marx y Engels, afirma Warren, comprendieron el potencial potenciador de las tradiciones republicanas de Milton para forjar coaliciones internacionales, una lección, quizás, para «La Nueva Internacional».